# 마더 나이트
《마더 나이트》(Mother Night)는 미국에서 제작된 키스 고든 감독의 1996년 드라마, 멜로/로맨스, 전쟁 영화이다. 커트 보니것의 1961년 동명의 소설에 기반을 둔다. 닉 놀테 등이 주연으로 출연하였고 키스 고든 등이 제작에 참여하였다.

## 출연

### 주연
- 닉 놀테
- 쉐릴 리
- 알란 아킨
- 존 굿맨
- 커스틴 던스트

### 조연
- 아리 그로스
- 프랭키 페이슨
- 데이빗 스트라탄
- 버나드 베렌스

## 기타
- 원작자: 커트 보네거트
- 라인프로듀서: 조셋 페로타
- 미술: 프랑수아 세귄
- 의상: 르니 에이프릴
- 배역: 발레리 맥카프리